# Shila Ensandost
Shila Ensandost é uma professora afegã e ativista pelo direito das mulheres à educação.

## Ativismo
Shila é formada em estudos religiosos e professora em diversas escolas. Participou em diversas manifestações e associações de mulheres. Em outubro de 2021, junto com o marido e a filha, ela se vestiu de branco numa manifestação simulando o ritual pós-morte para exigir justiça e liberdade para as mulheres.

## Reconhecimento
Foi indicada como uma das 100 mulheres mais influentes do mundo pela BBC, em 2021.